# Anton Beer-Walbrunn
Anton Beer-Walbrunn (né le 29 juin 1864 à Kohlberg, mort le 22 mars 1929 à Munich) est un compositeur allemand. 
Il a étudié à Munich avec Josef Rheinberger et Ludwig Abel. Ensuite, il enseigna la composition, le Contrepoint rigoureux, le piano à l'académie de musique de Munich. Il a eu de nombreux étudiants importants dont  Alfred Einstein, Carl Orff et Wilhelm Furtwängler. Il a composé des opéras dont en 1894 la pénitence sur un texte du poète Theodor Körner, en 1908 un Don Quichotte, et la tempête. Il a aussi composé, entre autres, une symphonie, un concerto pour violon, de la musique de chambre, des œuvres pour piano et pour orgue. Il est enterré au cimetière Waldfriedhof de Munich.